# Coleophora immortalis
Coleophora immortalis é uma espécie de mariposa do gênero Coleophora pertencente à família Coleophoridae.